# Comodoro
Comodoro – miasto i gmina w Brazylii, w stanie Mato Grosso.